# Marian Lewko
Marian Lewko (ur. 18 października 1936 w Juchnowcu Dolnym, zm. 20 maja 2002 w Lublinie) – polski duchowny katolicki, salezjanin, doktor habilitowany nauk filologicznych, profesor nadzwyczajny KUL.

## Życiorys
Urodził się 18 października 1936 r. w Juchnowcu Dolnym, niedaleko Białegostoku, z Wacława i Leokadii (z domu Mierzyńskiej). W lipcu 1939 r. rodzice zmienili miejsce zamieszkania i przenieśli się z Juchnowca do Dojlid.
Z powodu wojny i okupacji niemieckiej nie mógł podjąć nauki w normalnym czasie. Alfabetu nauczyli go rodzice. Do szkoły zaczął chodzić dopiero w 1945 r. W 1949 r. otrzymał w Dojlidach Górnych świadectwo ukończenia klasy siódmej. 1 września 1949 r. rozpoczął naukę w salezjańskim liceum w Różanymstoku.
W czasie nauki podjął decyzję o wstąpieniu do Towarzystwa Salezjańskiego. Śluby zakonne złożył 19 października 1952 r. w Czerwińsku nad Wisłą. Dalszą naukę i formację zakonną kontynuował w seminarium salezjańskim w Lądzie. W międzyczasie przed Państwową Komisją Egzaminacyjną w Szczecinku 23 czerwca 1959 r. złożył egzamin dojrzałości.
Święcenia kapłańskie otrzymał 3 czerwca 1962 r. z rąk biskupa włocławskiego Antoniego Pawłowskiego.
W 1963 rozpoczął na KUL studia polonistyczne, a rok później – w zakresie historii sztuki. W 1968 r. uzyskał tytuł magistra filologii polskiej, a w 1969 – magistra historii sztuki. W 1969 r. zatrudniony w Katedrze Teorii Literatury na Wydziale Nauk Humanistycznych KUL. Odtąd aż do śmierci związany był z KUL, zajmując kolejno następujące stanowiska: 1969/70 – stażysty, 1970–1974 – asystenta, 1974–1978 – starszego asystenta, 1978–1984 – zajęcia zlecone, 1984–1994 – adiunkta w Katedrze Dramatu i Teatru, 1994–1997 – starszego wykładowcy, 1997–2000 – adiunkta, a od 1 kwietnia 2000 r. do śmierci – profesora nadzwyczajnego KUL.
W latach siedemdziesiątych i osiemdziesiątych prowadził także wykłady z literatury katolickiej w Archidiecezjalnym Wyższym Seminarium Duchownego w Białymstoku, Wyższym Seminarium Duchownym Metropolii Warmińskiej i Wyższym Seminarium Duchownym Towarzystwa Salezjańskiego w Lądzie n. Wartą. Naukowy stopień doktora nauk humanistycznych w zakresie literaturoznawstwa osiągnął 18 stycznia 1984 r. na Wydziale Nauk Humanistycznych KUL na podstawie rozprawy O dramacie i teatrze Strindberga. Stopień doktora habilitowanego przyznała mu ta sama Rada 14 maja 1997 r. na podstawie dorobku naukowego i rozprawy habilitacyjnej Obecność Skandynawów w polskiej kulturze teatralnej w latach 1876–1918.
Zainteresowania i prace naukowe Mariana Lewki dotyczyły głównie teatrologii, historii dramatu i teatru w Polsce (m.in. dramatu biblijnego, religijnej dramaturgii popularnej, działalności scen prowincjonalnych, teatru salezjańskiego, Sceny Plastycznej KUL i na świecie (zwłaszcza dramatu skandynawskiego i jego recepcji w Polsce). Opublikował ok. 100 prac naukowych. Jego wydana drukiem rozprawa habilitacyjna uzyskała w 1997 r. tytuł i nagrodę Teatral1996, przyznaną przez Polski Ośrodek Międzynarodowego Instytutu Teatralnego. Za książkę Studia o Strindbergu (Lublin 1999) otrzymał od Rektora KUL nagrodę indywidualną II stopnia.

## Publikacje
- 75 lat działalności Salezjanów w Polsce, [red. R. Popowski, S. Wilk, M. Lewko], Łódź 1975.
- Teatr wielkich metafor. Szkice o Scenie Plastycznej Katolickiego Uniwersytetu Lubelskiego, Lublin 1996.
- Obecność Skandynawów w polskiej kulturze teatralnej w latach 1876-1918, Lublin 1996.
- Studia o Strindbergu, Lublin 1999.
- Amelia Hertzówna, Dramaty zebrane, oprac. i wstęp M. Lewko, uzup. i do dr. przygot. W. Kaczmarek, Lublin 2003.